# Ulex erinaceus
Ulex erinaceus ou Tojo-de-Sagres é uma espécie de planta com flor pertencente à família Fabaceae. 
A autoridade científica da espécie é Welw. ex Webb, tendo sido publicada em Otia Hispanica 44. 1839.

## Portugal
Trata-se de uma espécie presente no território português, nomeadamente em Portugal Continental.
Em termos de naturalidade é endémica da região atrás referida.

## Protecção
Não se encontra protegida por legislação portuguesa ou da Comunidade Europeia.